# Neon (компанія)
Neon (стилізована під NEON) — американська компанія з виробництва та прокату фільмів, заснована в 2017 році генеральним директором Томом Куїном та Тімом Лігою, який також був співзасновником мережі кінотеатрів Alamo Drafthouse. Компанія відома тим, що випускає фільми, такі як Інгрід їде на захід, Я, Тоня, Три однакові незнайомці та Паразит. Станом на  2019, Тім Ліга більше не займається щоденними операціями компанії.

## Історія
Під час 4-го щорічного саміту в Цюриху Том Квін прокоментував намір Neon випустити заголовки, які приваблюють аудиторію, яка "перекошає молодше 45 років, у якої немає відрази до насильства, відрази до іноземної мови та нехудожньої літератури". У вересні 2017 року компанія співпрацювала з Blumhouse Productions для управління BH Tilt.
У 2019 році більшість акцій NEON було продано 30West — медіа-компанії The Friedken Group. 

## Похвали
Станом на лютий 2020, Neon отримав 12 номінацій на премію «Оскар». У 2018 році «Я, Тоня» отримав три номінації, перемігши в номінації «Найкраща жіноча роль другого плану» з Еллісон Дженні. У 2019 році «На межі світів» був номінований за найкращий грим та зачіску. У 2020 році Neon пережив свій найуспішніший оскарівський сезон: «Паразити»та «Медова земля» отримали вісім номінацій, причому перший фільм здобув чотири нагороди, зокрема за найкращий фільм, ставши першим неангломовним фільмом, який удостоївся цієї почесної відзнаки.

## Зовнішні посилання
- Офіційний сайт